# Joan Pont i Cos
Joan Pont i Cos (Cervera, la Segarra, 21 de novembre de 1813 - Igualada, Anoia, 4 d'octubre de 1885) va ser organista i mestre de capella.

## Biografia
Rebé les primeres lliçons de música de Cristòfol Farré excel·lent violinista i mestre de capella de la parròquia de Cervera, i els amplià amb Cristòfol Montiu. Cantà com a escolà de la capella cerverina, i, als nou anys, arran de la bellesa de la seva veu de tiple, hom el reclamà per a cantar al cor de la catedral Nova de Lleida. A la seu lleidatana hi estudià l'orgue, i amb 19 anys guanyà el càrrec d'organista a l'església de Santa Coloma de Queralt. També ho fou de la d'Olesa de Montserrat (Barcelona), abans de tornar a la seva ciutat natal i esdevenir mestre de capella de Santa Maria el 1836, en substitució del seu antic mestre Cristòfol Farré (que s'havia hagut d'exiliar a França a causa de les guerres carlines). L'any següent obtingué també la plaça d'organista de l'església cerverina. Però el 1844 s'inicià la dècada de govern moderat a Madrid, i la tornada dels capellans carlins exiliats portà reclamacions, com la que Cristòfol feu per ser reposat al seu antic càrrec. L'ajuntament, favorable al laic Pont, i la comunitat de preveres, favorable al reverend Farré entraren en conflicte i això portà que durant quatre anys (1845-1849) hi hagué dues capelles de música a Cervera. En la confrontació hi intervingueren també factors estètics, ja que Pont era acusat de banalitzar la música sagrada introduint-hi influències de l'òpera i la música de ball, banalització negada per l'acusat que es defensà apel·lant a la varietat d'emocions i l'atracció de públic. Es resolgué el contenciós amb un decret reial del 1849, favorable a Cristòfol Farré. Joan Pont continuà un breu temps d'organista a Cervera, però a l'agost de 1851 renuncià al càrrec per ocupar la mateixa plaça a Santa Maria d'Igualada, que exerciria fins al seu traspàs.

## Les Completes del Santíssim Misteri de Cervera
Actualment, cada 5 de febrer, a Cervera s'interpreten les Completes del Santíssim Misteri de Cervera amb música de Joan Pont i Cos i Salvador Vidal a la parròquia de Santa Maria. És una tradició centenària que precedeix la Missa del Misteri que té lloc el 6 de febrer. Situem aquesta obra a la dècada del 1840 aproximadament. El text cantat correspon al text de Les Maitines de la festivitat del 14 de setembre, dia de l'exaltació de la Creu. Les completes són un paradigma de la postura estètica liberal de Pont i un paradigma de la introducció de la música popular a la música sacra.
Durant els anys de la guerra civil espanyola es van perdre les partitures a causa de la crema de l'arxiu on es guardaven. Posteriorment, durant els anys 1940-44, l'Ajuntament de Cervera va convocar el mestre de capella de la Catedral de Barcelona, Josep Sancho Marraco, per reescriure-les a partir de la memòria dels cantaires i instrumentistes que les recordaven.
És una música viva, que s'ha anat adaptat a cadascun dels temps depenent del nombre de músics.
Actualment hi ha una junta que vetlla per la conservació d'aquesta tradició, formada per vuit o nou membres: el rector de Cervera, un vicari de Cervera, el director de l'orquestra i altres persones afines a la parròquia a i a la festa.
Per tal d'introduir a la gent més jove en aquest acte religiós, es proposen actes com jam sessions on s'interpreten les Completes a ritme de jazz.
L'actual director d'aquesta obra des de l'any 1998 és Xavier Puig.

## Obres
La major part de la seva obra compositiva es conserva al fons musical SMI (Santa Maria d'Igualada de l'Arxiu Comarcal de l'Anoia). També es conserven obres seves en els fons musicals de l'Arxiu Comarcal de la Segarra (Cervera), Arxiu Comarcal del Bages (Manresa), Arxiu Comarcal del Ripollès, Fons de la Seu de Manresa, Arxiu de Música del Seminari de Ciutadella (Menorca), CdE (Fons de la basílica de Santa Maria de Castelló d'Empúries), SEO (Fons de l'església parroquial d'Olot), TagF (Fons Ramon Florensa de l'Arxiu Comarcal de Tàrrega) i TerC (Fons de la catedral-basílica del Sant Esperit de Terrassa).
Selecció d'obres.
Esmentem a continuació algunes de les que es conserven al fons SMI: 
Mises: Credo; Missa, E:TA, Missa de Rèquiem; Missa pastoral; Missa Solemne per a 3v i Org, Arxiu Històric de la Ciutat de Manresa; 3 misses.
Goigs: Goigs a la Immaculda Concepció; Goigs a la Verge dels Dolors; Goigs a Nostra Senyora del Carmel; Goigs a Nostra Senyora del Pilar; Goigs a Nostra Senyora del Remei; Goigs a Sant Josep; Goigs Goigs a Sant Roc; Goigs a Sant Sebastià; Goigs a Sant Simplici, Goigs a Sant Vicent de Paül; Goigs a Santa Anna; Goigs a Santa Rosa de Lima; Goigs al Misteri de Cervera; 3 Goigs al Sant Crist d'Igualada; Goigs de Sant Andreu Avel·lí; Goigs del Sant Ecce Homo.
Himnes: Domine Jesu Christe; Genitori i Tantum ergo; Himne a la Immaculada Concepció; Himne a Santa Teresa de Jesús; Himne al Santíssim Sagrament; Sacris Solemniis; Tantum ergo; Te Deum.
Altes obres en llatí: 4 Ave Maria; Ave Maris Stella; Ave Maria i Glòria; in Bethlem Iude Nascitur; Jesus Deus Israel; Jesu Rex Mitis; O salutaris; O salutaris, V, vns, cb, org, E:MAs; Passió pel diumenge de Rams; Passió pel Divendres Sant; Regina Coeli; Responsori del 3r nocturs; Salms per a laudes del Dijous Sant; 2 Salve Regina; Stabat Mater; Tota pulchra.
Altres obres en castellà: Al Niño Jesús; Al Santísimo Sacramento; Arcángeles que la visteis; Aria coreada; Aria coreada de bajo para Navidad; Aria de bajo coreada; Cántico para la sagrada Comunión, 3v, órg; Coro a la Santísima Virgen; Coro a la Virgen; Coro a Santa Filomena; Coro i coplas para la Sagrada comunión; Despedida a la Virgen; El carril; Española y americana; Flor a María; Imitación de la Salve Regina; Lamentos de las almas, Padrenuestro ara novenarios; 2 Padrenuestros; Por amor al Señor; rosario, 3v, órg, Arxin Historia de la Ciutat de Manresa; Rosario, 4v, órg, 1851, E:MAs; Rosario, 4v, vns, fl, cl, fg, tps, ac, 1850, E:MAs; Rosario; Salutación a la Virgen Santísima; Villancico para Navidad.
Altres: Am motiu de la romeria; Simfonia, E:TA.